# Masirana cinevacea
Masirana cinevacea là một loài nhện trong họ Leptonetidae.
Loài này thuộc chi Masirana. Masirana cinevacea được miêu tả năm 1942 bởi Kishida.